# Hypoplastisch linkerhartsyndroom

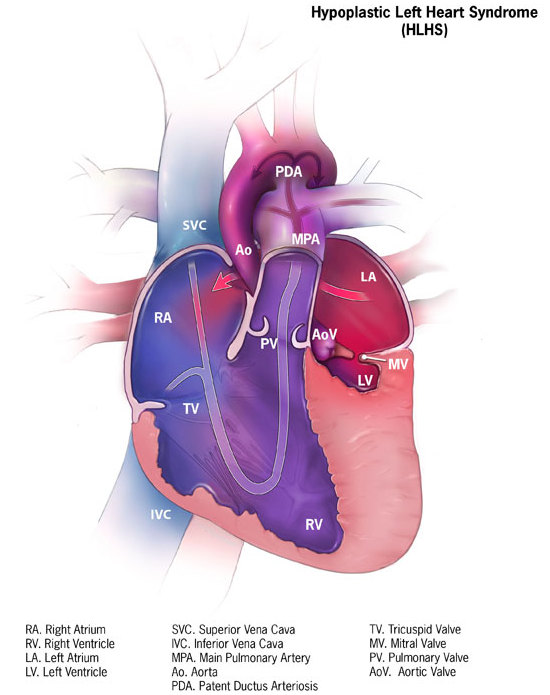
Hypoplastisch linkerhartsyndroom

Het hypoplastisch linkerhartsyndroom (HLHS) is een zeldzame aangeboren hartafwijking waarbij de linkerharthelft ernstig onderontwikkeld is en niet in staat is de bloedcirculatie te ondersteunen. Geschat wordt dat het verantwoordelijk is voor 2-3% van alle aangeboren hartafwijkingen. Men denkt dat de oorzaken multifactorieel zijn als gevolg van een combinatie van genetische mutaties en defecten die resulteren in een veranderde bloedstroom in het hart. Verschillende structuren kunnen worden aangetast, waaronder het linkerventrikel, de aorta, de aortaklep of de mitralisklep, die allemaal resulteren in een verminderde bloedcirculatie.
De diagnose kan prenataal worden gesteld via echografie of kort na de geboorte via echocardiografie. De eerste behandeling is gericht op het openhouden van de ductus arteriosus - een verbinding tussen de longslagader en de aorta die kort na de geboorte sluit. Daarna ondergaat de patiënt de komende paar jaar van zijn leven een palliatieve reparatie in drie fasen. De Norwood-procedure wordt doorgaans binnen een paar dagen na de geboorte uitgevoerd. De Glenn-procedure wordt doorgaans uitgevoerd op de leeftijd van drie tot zes maanden. Tot slot wordt de Fontan-procedure uitgevoerd ergens tussen de leeftijd van twee en vijf jaar.
Als patiënten met het hypoplastisch linkerhartsyndroom onbehandeld blijven, sterven ze binnen de eerste weken van hun leven, terwijl 70% van degenen die een palliatieve operatie in drie fasen ondergaan, de volwassenheid bereiken. Na de operatie ervaren kinderen met het hypoplastisch linkerhartsyndroom doorgaans zowel neurologische als vertraging van de spierontwikkeling (motorische) en lopen ze als volwassenen een verhoogd risico op hartfalen.

## Symptomen
Vroege symptomen kunnen zijn bleekheid, moeheid, slecht drinken, cyanose, verminderde pols, koud aanvoelen van de ledematen en niet reageren op zuurstoftoediening. Het hypoplastisch linkerhartsyndroom komt vaak voor in combinatie met een laag geboortegewicht en vroeggeboorte.
Sluiting van de ductus arteriosus na de bevalling in een hart dat ernstig onderontwikkeld is aan de linkerkant resulteert in cyanose en ademhalingsmoeilijkheden die kunnen leiden tot cardiogene shock en overlijden.
Op het elektrocardiogram zijn rechtse asafwijking en rechterventrikelhypertrofie gebruikelijk, maar niet indicatief voor een hypoplastisch linkerhartsyndroom. Een röntgenfoto van de borstkas kan een groot hart (cardiomyopathie) of een toegenomen longvatenmassa laten zien. Pasgeborenen met hypoplastisch linkerhartsyndroom  hebben doorgaans geen hartruis, maar in sommige gevallen kan een pulmonale flowruis of tricuspidalisklepinsufficiëntieruis hoorbaar zijn.
Gelijktijdig optredende tricuspidalisklepinsufficiëntie of rechterventrikeldisfunctie kan leiden tot hepatomegalie.

## Pathogenese
Het hypoplastisch linkerhartsyndroom komt sporadisch voor. Ze ontstaan bij patiënten zonder familiegeschiedenis van hypoplastisch linkerhartsyndroom.  Sommige gevallen kunnen een genetische component hebben, aangezien is aangetoond dat hypoplastisch linkerhartsyndroom erfelijk is en geassocieerd wordt met specifieke genmutaties. Mogelijke bijdragende factoren kunnen een infarct in de baarmoeder, infectieuze veranderingen en een selectieve linkerventrikelcardiomyopathie zijn.

### Genetische oorzaken
Loci geassocieerd met het hypoplastisch linkerhartsyndroom zijn GJA1 (connexine 43), HAND1, NKX2.5, 10q22 en 6q23. Er is een klein risico op herhaling bij toekomstige zwangerschappen, geschat op 2-4%, dat oploopt tot 25% in gezinnen met twee getroffen kinderen. Men denkt dat dit wordt gemedieerd door genetische mutaties met incomplete penetrantie.
Het hypoplastisch linkerhartsyndroom wordt ook geassocieerd met verschillende genetische syndromen, waaronder syndroom van Patau, syndroom van Edwards, partiële trisomie 9, syndroom van Turner, syndroom van Jacobsen, syndroom van Holt-Oram en syndroom van Smith-Lemli-Opitz.

### Veranderde bloedcirculatie
Een populaire theorie genaamd de "geen bloedstroom, geen groei"-hypothese suggereert dat primaire anatomische defecten van de aorta- en mitralisklep leiden tot misvormingen van het linkerventrikel en zijn uitstroomopening.  Deze primaire defecten kunnen worden onderverdeeld in defecten die leiden tot obstructie van de uitstroomopening of verkleining van de kamer van het linkerventrikel. Obstructie van de uitstroomopening leidt tot hypertrofie van het linkerventrikel en verkleining van de kamer van het linkerventrikel. Een voorbeeld hiervan is het geval van aortaklepstenose. Aortaklepstenose die optreedt tijdens de ontwikkeling van de foetus resulteert in extra stress op het linkerventrikel in de baarmoeder. Dit kan uiteindelijk leiden tot verminderde doorbloeding door het linkerventrikel waarvan wordt aangenomen dat het de ventriculaire groei remt.

## Pathologie
Bij de geboorte is de ductus arteriosus nog open en is er een hogere dan normale weerstand tegen de bloedstroom in de longen. Dit zorgt voor voldoende zuurstofvoorziening via menging tussen de atria en een normaal uiterlijk van de baby bij de geboorte. Wanneer de ductus arteriosus begint te sluiten en de pulmonale vasculaire weerstand afneemt, wordt de bloedstroom door de ductus arteriosus beperkt en neemt de stroom naar de longen toe.
Bij een normale anatomie krijgt de linkerkant van het hart zuurstofrijk bloed uit de longen en pompt het naar de rest van het lichaam. Patiënten met het hypoplastisch linkerhartsyndroom kunnen een aantal hartafwijkingen hebben die uiteindelijk leiden tot een klein linkerventrikel dat niet in staat is om voldoende bloed naar de rest van het lichaam te pompen. Er zijn drie belangrijke anatomische varianten van de ziekte, gedifferentieerd door stenose of atresie van de aorta- en mitralisklep.
Mitralisklepatresie en aortaklepatresie (MA-AA) subtype is de ernstigste vorm van het hypoplastisch linkerhartsyndroom, wat resulteert in helemaal geen bloedstroom naar het linkerventrikel en geen mogelijkheid van uitstroom uit de linkerventrikel. Bij het mitralisklepstenose en aortaklepatresie (MS-AA) subtype is bloed in staat om het linkerventrikel te vullen, maar het kan niet via de hypoplastische opstijgende aorta naar de systemische circulatie worden gevoerd.[20] Tot slot is de mildste vorm het mitralisklepstenose en aortaklepstenose (MS-AS) subtype. Bij deze patiënten is het linkerventrikel weliswaar in staat om enige bloed naar de rest van het lichaam te pompen, maar de algehele systemische uitstroom van het linkerventrikel blijft ontoereikend.
In al deze gevallen kan het bloed niet door het linkerventrikel naar de rest van het lichaam worden gepompt. De pasgeborene is afhankelijk van bloed dat door een atriumseptumdefect stroomt om zuurstofrijk en zuurstofarm bloed te mengen, en van een open ductus arteriosus om bloed de aorta en de systemische circulatie via de rechterkamer te laten bereiken. Dit is wat het hypoplastisch linkerhartsyndroom definieert als een "enkelekamer"-defect.
Door de onderontwikkeling van de linkerkant van het hart in de baarmoeder, veroorzaakt de hypertensie van het linker atrium longoedeem en dus vóór de geboorte longschade aan de foetus.

## Diagnose
Hypoplastisch linkerhartsyndroom kan prenataal of na de geboorte worden gediagnosticeerd via echocardiografie. Typische bevindingen zijn een kleine linkerventrikel en aorta, afwijkingen van de mitralisklep en aortaklep, afnemende stroming in de aortaboog en links-naar-rechts stroming tussen de atria. Het wordt vaak herkend tijdens het tweede trimester van de zwangerschap, tussen 16 en 22 weken (na de bevruchting) zwangerschap.
Een röntgenfoto van de borstkas kan ook worden gebruikt bij de diagnose van hypoplastisch linkerhartsyndroom en toont doorgaans een vergroot hartsilhouet samen met tekenen van pulmonale hypertensie. Bloedonderzoek en genetische tests blijven ook van groot belang en moeten een volledig bloedbeeld, elektrolyten, lactaat en arterieel bloedgas omvatten om de zuur-basestatus en zuurstofvoorziening te evalueren. Genetische tests kunnen nuttig zijn en meerdere chromosomale afwijkingen aantonen, waaronder het syndroom van Turner, syndroom van DiGeorge en syndroom van Down.

## Behandeling

### Medisch

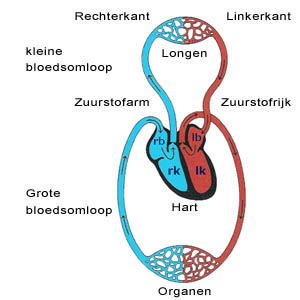
De dubbele bloedsomloop

Zonder levensverlengende ingrepen is het hypoplastisch linkerhartsyndroom dodelijk, maar door opereren kan een baby overleven. Een cardiothoracale chirurg kan een reeks operaties of een volledige harttransplantatie uitvoeren. Hoewel opereren de standaardbehandeling is geworden in de Verenigde Staten, benaderen andere nationale zorgsystemen, met name in Frankrijk, de diagnose van hypoplastisch linkerhartsyndroom op een conservatievere manier, met de nadruk op beëindiging van de zwangerschap of palliatieve zorg na de bevalling.
Voor de operatie moet de ductus arteriosus open worden gehouden om de bloedstroom mogelijk te maken met behulp van medicatie die prostaglandine bevat. Lucht met een lager zuurstofgehalye dan normaal wordt gebruikt voor baby's met hypoplastisch linkerhartsyndroom. Deze lage zuurstofgehalten verhogen de weerstand in de kleine bloedsomloop en verbeteren zo de bloedstroom naar de rest van het lichaam vanwege het grotere drukverschil tussen de longen en het lichaam. Om lagere zuurstofgehaltes te bereiken moet stikstofmonoxide geïnhaleerd worden. Stikstofmonoxide is een krachtige vasodilatator en vermindert dus de weerstand in de kleine bloedsomloop en verbetert de terugstroom door de ader. Elke factor die de weerstand in de kleine bloedsomloop verhoogt, zal de stroming aan de rechterkant belemmeren.

### Operatief

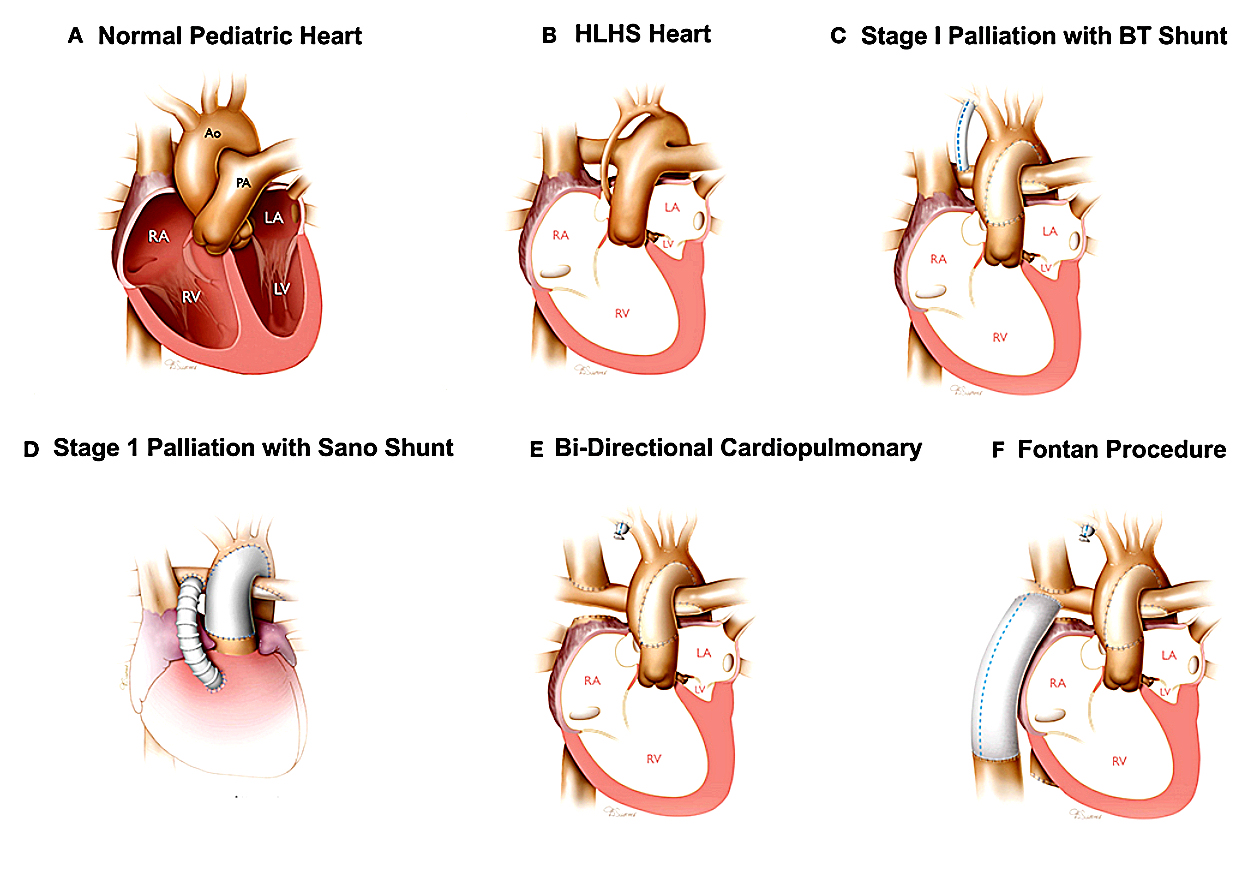
Operatieve reconstructies

Operaties bij een hypoplastisch linkerhart zijn complex en moeten voor elke patiënt apart worden bekeken. Een cardioloog moet alle medische en chirurgische opties per geval beoordelen.
Momenteel ondergaan baby's ofwel de gefaseerde reconstructieve chirurgie (Norwood- of Sano-procedure binnen een paar dagen na de geboorte, Glenn- of Hemi-Fontan-procedure op 3 tot 6 maanden oud en de Fontan-procedure op 1 1/2 tot 5 jaar oud) of een harttransplantatie. De huidige verwachtingen zijn dat 70% van degenen met het hypoplastisch linkerhartsyndroom de volwassenheid zal bereiken. Veel onderzoeken tonen aan dat hoe meer uitgevoerde operaties, des te lager het sterftecijfer. Factoren die het risico van een baby verhogen, zijn onder meer een lager geboortegewicht, extra aangeboren afwijkingen, een genetisch syndroom of degenen met een zeer slecht ontwikkeld boezemtussenschot. Voor patiënten zonder deze extra risicofactoren nadert de overleving na vijf jaar nu de 80%. Uit onderzoek blijkt dat ongeveer 75% van de kinderen die een operatie overleven, ontwikkelingsachterstanden vertonen op een of meer gebieden, zoals motorische, cognitieve of taalstoornissen, waarbij ongeveer een derde van de kinderen met één ventrikel zonder genetisch syndroom significante stoornissen vertoont. Een alternatief voor de traditionele Norwood-procedure is de hybride procedure.
Bij een overzicht van de gebruikte materialen blijkt voor de reconstructie van de aortaboog een homotransplantaat (n = 87), autoloog pericardium (van de patient zelf) (n = 23), equine pericardium (van een paard) (n = 28), of ander materiaal (n = 7) gebruikt te zijn. Equine pericardium kan echter niet worden aanbevolen. Ook wordt longhomotransplantaat en Dacron gebruikt.
Sommige artsen bieden palliatieve zorg in plaats van operaties, wat resulteert in de dood van het kind, meestal binnen 2 weken na de geboorte. Palliatieve zorg wordt begeleid door een arts en kan worden uitgevoerd in het ziekenhuis of thuis. Echter, vanwege de enorme verbetering van chirurgische ingrepen, waarbij veel ziekenhuizen een overlevingspercentage van meer dan 90% behalen, is er discussie over de vraag of palliatieve zorg nog steeds aan gezinnen moet worden aangeboden. Een onderzoek in 2003 concludeerde dat een selectie van artsen die experts zijn in de zorg voor kinderen met hypoplastisch linkerhartsyndroom  gelijk verdeeld waren toen hen werd gevraagd wat ze zouden doen als hun eigen kinderen met hypoplastisch linkerhartsyndroom  werden geboren, waarbij 1/3 aangaf dat ze voor een operatie zouden kiezen, 1/3 aangaf dat ze voor een palliatieve behandeling zonder operatie zouden kiezen, en 1/3 aangaf dat ze niet zeker wisten welke keuze ze zouden maken.

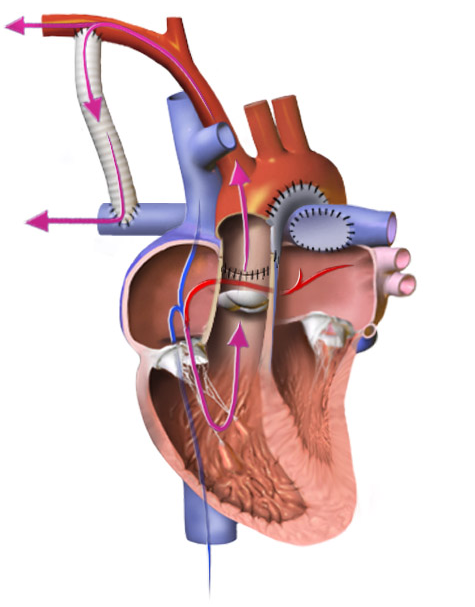
Norwood-procedure

#### Norwood-procedure
De eerste stap bij operatief ingrijpen is de Norwood-procedure. Deze wordt in de eerste levensweek uitgevoerd. Bij deze procedure wordt het rechterventrikel gebruikt om bloed in de systemische circulatie te pompen. Omdat het rechterventrikel niet langer rechtstreeks bloed naar de longen pompt, is een shunt nodig om zuurstofarm bloed door de longen te pompen. Ofwel kan de arteria subclavia worden aangesloten op de longcirculatie (Blalock-Taussig-shunt), ofwel wordt er een shunt rechtstreeks van het rechterventrikel naar de longcirculatie gemaakt (Sano-shunt). De nauwe aorta wordt vergroot met behulp van een patch (lap) op de aorta om de bloedstroom naar het lichaam te verbeteren.
Gedurende deze tijd kan de baby medisch kwetsbaar zijn en voedingsproblemen hebben omdat het hart erg hard werkt. Er is een aanzienlijke mate van vermenging met aderlijk bloed in het rechterventrikel, wat leidt tot een lagere zuurstofsaturatie. Bovendien stellen zowel de Blalock-Taussig- als de Sano-shunt de longen bloot aan systemische arteriële druk, wat leidt tot langdurige pulmonale hypertensie en uiteindelijk hartfalen.

#### Hybride procedure
De hybride procedure kan worden gebruikt in plaats van de Norwood-procedure.  De hybride procedure vereist geen hart-longbypass of sternotomie. In plaats van een zes uur durende operatie duurt de hybride procedure doorgaans één tot twee uur. Bij deze procedure wordt een stent in de ductus arteriosus geplaatst om de doorgankelijkheid te behouden en worden er banden over zowel de linker- als de rechter longslagadertakken geplaatst om druk en overcirculatie naar de longen te beperken. De resultaten van de hybride benadering zijn vergelijkbaar met die van de Norwood-procedure.

#### Glenn-procedure
De tweede fase, de bidirectionele Glenn- of Hemi-Fontan-procedure, verlicht enkele van de problemen die door palliatie door de Norwood-procedure worden veroorzaakt. Bij deze operatie wordt de bovenste holle ader van het hart afgebonden en verbonden met de longcirculatie. Op dit moment wordt de Blalock-Taussig- of Sano-shunt verwijderd. De longen worden niet langer blootgesteld aan systemische arteriële druk, maar aan veel lagere aderlijke druk. Hoewel aderlijk bloed uit de bovenste helft van het lichaam zich niet langer mengt met zuurstofrijk bloed in de rechterkamer, is er nog steeds vermenging van het aderlijk bloed uit de onderste helft van het lichaam, wat leidt tot een zekere mate van zuurstofdesaturatie.

#### Kawashima-procedure
De Kawashima-procedure werd voor het eerst uitgevoerd in 1978 en gerapporteerd in 1984. Technisch gezien is het erg vergelijkbaar met de bidirectionele Glenn-procedure die wordt gebruikt om de helft van de aderlijke bloedstroom van het lichaam naar de longen te leiden. Bij patiënten met een onderbroken onderste holle ader voegt het grootste deel van het bloed uit het onderlichaam zich echter bij het bloed uit het bovenlichaam voordat het via de bovenste holle ader terugkeert naar het hart. Daarom resulteert de omleiding van het bovenste holle aderlijke bloed naar de longen (zoals bij de Glenn-procedure) erin dat veel meer dan de helft van de aderlijke bloedstroom wordt omgeleid.
Na de Kawashima-pocedure is het enige zuurstofarme bloed dat terugkeert naar het hart afkomstig van de buikorganen (via de leveraders). Als gevolg hiervan is er veel minder hypoxie dan na de Glenn-procedure en pompt het hart minder extra bloed dan na de Glenn-procedure. De hypoxie kan echter in de loop van de tijd verergeren (door de ontwikkeling van microscopische arterioveneuze malformaties in de longen die bloed doorlaten zonder zuurstof) en daarom kunnen deze kinderen uiteindelijk toch een volledige Fontan-procedure nodig hebben.

Fontan-procedure

#### Fontan-procedure
De laatste fase is de Fontan-procedure, waarmee de operatie van het hypoplastische linkerhart is voltooit. Hoewel er verschillende variaties zijn, is het functionele effect om aderlijk bloed van het onderlichaam (via de onderste holle ader) weg te leiden van het rechteratrium naar de longslagader. Dit zou elke vermenging van zuurstofrijk en zuurstofarm bloed in het rechterventrikel onmogelijk moeten maken. Het rechterventrikel vervult de traditionele taak van het linkerventrikel, namelijk het lichaam voorzien van zuurstofrijk bloed, terwijl de passieve systemische aderlijke druk de traditionele taak van het rechterventrikel vervult, namelijk het zuurstofarme bloed naar de longen pompen.